# Кылычаслан, Эрдал
Эрдал Кылычаслан (нем. и тур. Erdal Kılıçaslan; 23 августа 1984 года, Мюнхен) — немецкий и турецкий футболист, выступавший на позиции полузащитника.

## Клубная карьера
Эрдал Кылычаслан — воспитанник мюнхенской «Баварии». Карьеру футболиста он начал в 2000 году, играя за резервную команду «Баварии», выступавшую в Региональной лиге «Юг» (четвёртый уровень в системе немецких футбольных лиг). За 3 сезона выступлений за «Баварию II» Эрдал провёл 66 матчей в лиге и забил 9 мячей.
В 2005 году Эрдал Кылычаслан перешёл в турецкий «Газиантепспор» и был отдан в аренду в начале 2006 года команде «Газиантеп», выступавшую во Второй лиге. За второй половину сезона 2005/2006 он провёл за «Газиантеп» 16 матчей и забил 9 мячей. В чемпионате 2006/2007 Эрдал вернулся в «Газиантепспор» и дебютировал в его составе в рамках Суперлиги. Произошло это 17 сентября 2006 года, когда он вышел на замену на 76-й минуте гостевого поединка против клуба «Кайсери Эрджиесспор». А первый гол на высшем уровне Эрдал забил 17 марта 2007 года, этот мяч стал единственным и победным «Газиантепспора» в домашней встрече с «Ризеспором». В «Газиантепспоре» он редко попадал в стартовый состав и летом 2008 года перебрался в другой клуб Суперлиги «Коньяспор». «Коньяспор» по итогам чемпионата 2008/2009 покинул Суперлигу, и следующий сезон Эрдал вместе со своей командой провёл в Первой лиге, где он уже стал игроком основного состава. «Коньяспор» вернулся в Суперлигу, а Эрдал вновь стал большую часть времени проводить в запасе. В 2011 году он перешёл в команду «Генчлербирлиги», а зимой 2012 года — в «Мерсин Идманюрду». Любопытно, что все свои 2 мяча в рамках Суперлиги 2011/2012 Эрдал забил в победных матчах против «Бешикташа», но сделал это он за разные команды.
В сезоне 2012/13 Эрдал вновь стал игроком «Коньяспора», выступавшего в Первой лиге. Эрдал был игроком стартового состава и регулярно забивал. 23 декабря 2012 года он за 18 минут оформил хет-трик в гостевом поединке против «Анкарагюджю».
В июле 2014 года Эрдал Кылычаслан стал игроком клуба «Османлыспор», вернувшегося по итогам Первой лиги 2014/2015 в Суперлигу.